# Postal 2
Postal 2 és un videojoc de trets en primera persona (FPS, sigles de First Person Shooter en anglés) per a PC que data del 2003 de Running with Scissors, Inc.. És la seqüela del videojoc de 1997, Postal. Ambdós són intencionalment molt controvertits a causa dels alts nivells de violència i els estereotips. A diferència del seu antecessor, Postal 2 està basat en el motor gràfic Unreal Engine 2. Va ser llançat per a Microsoft Windows a l'abril de 2003, macOS a l'abril de 2004 i Linux a l'abril de 2005. A diferència del seu predecessor, el Postal 2 es juga des d'una perspectiva en primera persona, en lloc d'una perspectiva isomètrica. El joc és el primer de la sèrie que presenta un món obert.

## Història
Ambientat en la ciutat fictícia d'Arizona, en Paradise, Postal 2 segueix la vida de "The Postal Dude" , també anomenat Mr. Dude o simplement "Paio" (Dude en anglés) el qual viu en un Remolc darrere d'una casa en un terreny erm al costat de la seva esposa a la qual anomena "La Meuca" (The Bitch en anglés) i el seu gos anomenat "Campió" (Champ en anglés)., que ha de dur a terme tasques mundanes al llarg d'una setmana de joc, amb el jugador decidint com de violenta o passivament reaccionarà a diverses situacions, aquest navega pel mapa del joc per dur a terme els seus encàrrecs, amb l'elecció del jugador tenint un efecte en la configuració.
Mr. Dude és un paio alt cap-roig amb barba de chivo, té una jaqueta negra de cuir amb una xapa amb una Smiley (cara feliç), una camisa d'alienígena, pantalons, sabates i ulleres de sol.
Mr. Dude ha de fer els encàrrecs que li posa la seva esposa en iniciar cada dia i es poden fer de manera pacífica o violenta (ja és elecció del jugador) amb una varietat d'armes que van des d'armes blanques (com els Matxets, Navaixes, Porres, Tisores, Dalles, etc.) armes llancívoles (com a Magranes, Cocteles Molotov, Dinamita o caps podrits de vaca) armes de foc (com a Pistoles, Subfusells, Escopetes normals i Retallades, etc.) O ja gairebé per al final de la setmana, armes de destrucció major (Llançacoets) i massiva (Armes nuclears). Aquestes tasques per dur a terme, gairebé venen a ser "anar a per llet", "confessar els pecats", i altres tasques aparentment mundanes.
El joc base té els dies de dilluns a divendres amb una extensió posterior el dissabte i diumenge (aquest sent l'últim dia i, per tant, el final del joc) formant part d'Apocalypse Weekend i deixen de tenir el format lliure de tasques per fer en l'ordre que es vulgui canviant a tasques específiques que cal fer sense mapa lliure.
Després de completar la setmana el joc acaba però contínua amb la seva expansió Paradise Lost la "vertadera continuació de postal 2" (això a causa de la mala rebuda que va tenir postal 3) on, després que una arma nuclear destruís Paradise i campió sortís per la finestra del remolc de Mr. Dubti mentre fugien d'aquí el protagonista hagi de tornar per a recuperar al seu gos.

## Personatge
El personatge principal es coneix com a The Postal Dude Jr. (se sap que aquest és el seu nom pels ciutadans en interactuar amb ell el denominen com Mr. Dude i en la làpida del pare apareix escrit "Mr. Dude").
Ell és un home alt i prim amb perilla, porta ulleres de sol, una samarreta blava amb un àlien, i un llarg abric de cuir negre. També té un pin d'una carita somrient en la part dreta de l'abric.

## Jugabilitat
El joc es divideix en dies, cada dia el jugador té una llista d'objectius i en complir-los el dia acaba quan arriba al seu remolc. Els dies són de dilluns a divendres, sent aquest últim el final del joc. Aquests objectius els pots complir de la manera pacífica o violenta.
Bandes
El joc presenta diverses bandes al llarg de la història que es portaran hostils amb el jugador, aquestes bandes són:
- Els Manifestants Anti-Videojocs (principalment Anti-RWS)
- Els Manifestants Anti-Llibres (paròdia als Ambientalistes)
- Els "Taujans" (presumptes Sadomasoquistes)
- Els Animalistes (només el dissabte)
- Els Carnissers (paròdia als Caníbals)
- Els Zombis (només el dissabte i diumenge, incloent-hi una paròdia zombificada de l'actor Gary Coleman)
- L'Autoritat de Paradise que inclou als Policies normals, SWAT, una espècie de paròdia al FBI i l'Exèrcit dels Estats Units (aquests seran hostils solo si el jugador el vol excepte en una tasca del divendres que tracta de portar-li un regal a l'oncle del nostre protagonista i el diumenge on seran hostils pràcticament tot el temps)
- Els gossos (no són una banda com a tal però si poden ser reclutats pel jugador donant-los menjar, en aquest cas estaran amb el jugador tot el temps i el defensaran de qualsevol NPC que l'ataqui sense importar qui sigui)